# Listă de filme sovietice din 1941
- Filme sovietice din: 1940 — 1941 — 1942

Aceasta este o listă de filme produse în Uniunea Sovietică în 1940.
| Titlu               | Titlu original                       | Regizor                               | Distribuție                                              | Gen                 | Note  |
| ------------------- | ------------------------------------ | ------------------------------------- | -------------------------------------------------------- | ------------------- | ----- |
| 1941                |                                      |                                       |                                                          |                     |       |
| Când vine furtuna   | Богдан Хмельницкий, Bogdan Hmelnițki | Igor Savcenko                         | Nikolai Mordvinov, Boris Bezghin, Nikita Ilcenko         |                     |       |
| Cuceritorii aerului | Валерий Чкалов, Valeri Cikalov       | Mihail Kalatozov                      | Vladimir Belokurov, Mihail Ghelovani, Semion Mejinski    |                     |       |
| Întâlnire pe ring   | Боксёры, Boksiorî                    | Vladimir Gonciukov                    | Vitali Doronin, Daniil Sagal, Nikolai Ivakin             | dramatic            |       |
| Grăuntele fermecat  | Волшебное зерно                      | Fiodor Filippov, Valentin Kadocinikov | Ivan Pereverzev, Serghei Martinson, Vladimir Tumalareanț | film de basm        | [ 1 ] |
| Mascarada           | Маскарад                             | Serghei Gherasimov                    | Nikolai Mordvinov, Tamara Makarova                       | dramatic            |       |
| Omul din Taiga      | Парень из тайги, Paren iz taighi     | Olga Preobrajenskaia, Ivan Pravov     | Ivan Pereverzev, Vladimir Gardin, Alla Kazanskaia        | dramatic            |       |
| Vulturul mărilor    | Морской ястреб, Morskoi iastreb      | Vladimir Braun                        | Ivan Pereverzev, Andrei Fait, Osip Abdulov, Leonid Kmit  | aventuri, de război |       |